# 세타 함수
수학에서 세타 함수(영어: theta function)는 타원 곡선 또는 아벨 다양체 위의 선다발의 단면이다.

## 정의
복소수 주극성화 아벨 다양체 {\displaystyle (V/\Gamma ,h)}가 주어졌다고 하자. 즉,
- {\displaystyle V}는 복소수 벡터 공간이다.
- {\displaystyle \Lambda \leq V}는 그 속의 (덧셈에 대한) 이산 부분군이다. 즉, 격자이다.
- {\displaystyle h\colon V\times V\to \mathbb {C} }는 리만 형식이다. 즉, 반쌍선형 형식이며, {\displaystyle \forall u,v\in \Lambda \colon \operatorname {Im} h(u,v)\in \mathbb {Z} }이다.

이 경우, {\displaystyle \operatorname {Im} h}는 {\displaystyle V/\Gamma } 위의 2차 미분 형식이며, 드람 코호몰로지를 통해 정수 계수 2차 코호몰로지 {\displaystyle \operatorname {H} ^{2}(V/\Gamma ;\mathbb {Z} )}의 원소를 정의한다. 이는 (1차 천 특성류를 통해) 어떤 정칙 선다발 {\displaystyle L}에 대응하며, 이는 항상 풍성한 선다발이다. 이 선다발의 단면을 세타 함수라고 한다.
보다 구체적으로, 사영 사상 {\displaystyle \pi \colon V\twoheadrightarrow V/\Gamma }을 통하여, {\displaystyle L}의 당김 {\displaystyle L^{*}V\twoheadrightarrow V}을 정의할 수 있다. 이는 자명한 정칙 선다발이며, {\displaystyle L}의 단면은 {\displaystyle V} 위의 다음과 같은 함수 방정식(函數方程式, 영어: functional equation)을 따르는 정칙 함수 {\displaystyle f\colon V\to \mathbb {C} }로 주어진다.
{\displaystyle f(v+\lambda )=\alpha (\lambda )\exp \left(\pi h(v,\lambda )+{\frac {1}{2}}\pi h(\lambda ,\lambda )\right)f(v)\qquad \forall v\in V,\;\lambda \in \Lambda }
여기서
{\displaystyle \alpha \colon \Gamma \to \operatorname {U} (1)}
는 일반적으로 군 준동형이 아니며, 다음 조건을 따른다.
{\displaystyle \alpha (\lambda +\lambda ')=\exp \left(\mathrm {i} \pi \operatorname {Im} h(\lambda ,\lambda ')\right)\alpha (\lambda )\alpha (\lambda ')}
이는 군 준동형이 아니지만, 임의의 군 준동형 {\displaystyle \phi \colon \Gamma \to \operatorname {U} (1)}에 대하여 {\displaystyle \alpha '=\phi \alpha } 역시 위의 조건을 따른다. 즉, 이러한 {\displaystyle \alpha }들의 공간은 {\displaystyle \hom(\Gamma ,\operatorname {U} (1))\cong \operatorname {U} (1)^{\dim V}} 위의 아핀 공간이다.
이러한 함수 방정식을 따르는 정칙 함수를 세타 함수라고 한다.

## 예

### 야코비 세타 함수
야코비 세타 함수(카를 구스타프 야코프 야코비의 이름에서 비롯됨)는 {\displaystyle z}와 {\displaystyle \tau }를 변수로 갖는 2변수 복소함수로, {\displaystyle z}는 임의의 복소수가 될 수 있지만 {\displaystyle \tau }는 상반평면으로 제한되어 언제나 양의 허수부를 갖는다. 그 정의는 다음과 같다.
{\displaystyle \vartheta (z;\tau )=\sum _{n=-\infty }^{\infty }e^{\pi in^{2}\tau +2\pi inz}=1+2\sum _{n=1}^{\infty }\left(e^{\pi i\tau }\right)^{n^{2}}\cos(2\pi nz)=\sum _{n=-\infty }^{\infty }q^{n^{2}/2}\eta ^{n}}
여기서
{\displaystyle q=\exp(2\pi i\tau )}
{\displaystyle \eta =\exp(2\pi iz)}
이다.
또한, 보통 다음과 같은 함수들을 정의한다.
{\displaystyle {\begin{aligned}\vartheta _{00}(z;\tau )&=\sum q^{n^{2}/2}\eta ^{n}=\vartheta (z;\tau )\\\vartheta _{01}(z;\tau )&=\sum q^{n^{2}/2}(-\eta )^{n}=\vartheta (z+{\textstyle {\frac {1}{2}}};\tau )\\\vartheta _{10}(z;\tau )&=\sum q^{(n+1/2)^{2}/2}\eta ^{n+1/2}=\exp(\pi i\tau /4+\pi iz)\vartheta (z+1/2\tau ;\tau )\\\vartheta _{11}(z;\tau )&=\sum q^{(n+1/2)^{2}/2}(-\eta )^{n+1/2}=\exp(\pi i\tau /4+\pi i(z+1/2))\vartheta (z+\tau /2+1/2;\tau )\end{aligned}}}
이를 다음과 같이 표기하기도 한다.
{\displaystyle {\begin{aligned}\theta _{1}(z;q)&=-\vartheta _{11}(z;\tau )\\\theta _{2}(z;q)&=\vartheta _{10}(z;\tau )\\\theta _{3}(z;q)&=\vartheta _{00}(z;\tau )\\\theta _{4}(z;q)&=\vartheta _{01}(z;\tau )\end{aligned}}}
야코비 세타 함수는 책마다 조금씩 다르게 정의하는 경우가 많으므로 주의하여야 한다.

#### 성질
야코비 세타 함수는 다음과 같은 함수 방정식을 만족시킨다. 임의의 {\displaystyle (a,b)\in \mathbb {Z} ^{2}}에 대하여,
{\displaystyle \vartheta (z+a+b\tau ;\tau )=\exp(-\pi ib^{2}\tau -2\pi ibz)\vartheta (z;\tau )}
즉, 야코비 세타 함수는 {\displaystyle \mathbb {C} /\langle 1,\tau \rangle } 위에서, {\displaystyle z\sim z+\tau } 방향으로 뒤틀어져 있는 해석적 선다발의 단면이다.

### 리만 세타 함수
지겔 상반평면
{\displaystyle \mathbb {H} _{g}=\{F\in \operatorname {Mat} (n,\mathbb {C} )\colon F=F^{\top },\;{\mbox{Im}}F{\text{ is positive-definite}}\}}
이 주어졌다고 하자. 리만 세타 함수(영어: Riemann theta function)
{\displaystyle \vartheta \colon \mathbb {C} ^{g}\times \mathbb {H} _{g}\to \mathbb {C} }
{\displaystyle \vartheta \colon (z,\tau )\mapsto \vartheta (z,\tau )}
는 다음과 같다.
{\displaystyle \vartheta (z,\tau )=\sum _{m\in \mathbb {Z} ^{g}}\exp \left(2\pi i\left({\frac {1}{2}}m^{\top }\tau m+m^{\top }z\right)\right)}
이 급수는 {\displaystyle \mathbb {C} ^{g}\times \mathbb {H} _{g}}의 임의의 콤팩트 부분공간에서 균등수렴한다.
리만 세타 함수는 다음과 같은 함수 방정식을 만족시킨다. 임의의 {\displaystyle (a,b)\in \mathbb {Z} ^{g}\times \mathbb {Z} ^{g}}에 대하여,
{\displaystyle \vartheta (z+a+\tau b,\tau )=\exp \left(-2\pi i\left(b^{\top }\tau b/2+b^{\top }z\right)\right)\theta (z,\tau )}

### 일반적인 격자의 세타 함수
양의 정부호 내적이 주어진 격자 {\displaystyle (\Lambda ,\langle \cdot ,\cdot \rangle )}가 주어졌다면, 이에 대응하는 세타 열(영어: theta series)
{\displaystyle \Theta _{\Lambda }\colon \mathbb {H} \to \mathbb {C} }
를 다음과 같이 정의할 수 있다.:44–47
{\displaystyle \Theta _{\Lambda }(\tau )=\sum _{x\in \Lambda }\exp(i\pi \tau \langle x,x\rangle )=\sum _{x\in \Lambda }q^{\langle x,x\rangle /2}}
{\displaystyle q=\exp(2\pi i\tau )}
이는 상반평면 {\displaystyle \mathbb {H} } 위의 정칙함수이다. 만약 {\displaystyle \Lambda }가 {\displaystyle n}차원 짝 유니모듈러 격자라면, 이는 무게가 {\displaystyle n/2}인 모듈러 형식을 이룬다. 홀 유니모듈러 격자의 세타 함수는 다음과 같은 모듈러 항등식들을 만족시킨다.:186–187
{\displaystyle \Theta _{\Lambda }(\tau )=\Theta _{\Lambda }(\tau +2)=(i/\tau )^{n/2}\Theta _{\Lambda }(-1/\tau )}
따라서 이는 합동 부분군 Γ0(4)에 대한 무게 {\displaystyle n/2}의 모듈러 형식이다.
예를 들어, 격자 {\displaystyle \mathbb {Z} }에 대한 세타 함수는 다음과 같은 야코비 세타 함수이다.:45
{\displaystyle \Theta _{\mathbb {Z} }=\sum _{n\in \mathbb {Z} }q^{n^{2}/2}=\vartheta _{00}(0;\tau )}
마찬가지로, 격자 {\displaystyle \mathbb {Z} +1/2}에 대한 세타 함수는 다음과 같은 야코비 세타 함수이다.
{\displaystyle \Theta _{\mathbb {Z} +1/2}=\sum _{n\in \mathbb {Z} }q^{(n^{2}+n+1/4)/2}=\vartheta _{10}(0;\tau )}

## 응용
야코비 세타 함수는 아벨 다양체 및 모듈라이 공간 및 이차 형식의 연구에 중요하게 쓰이며, 솔리톤 이론에도 응용되었다. 그라스만 대수에 대해 일반화할 경우 양자장론, 특히 끈 이론과 D-막 등에도 연관된다. 세타 함수의 대표적인 예는 타원함수론에 나타난다.
세타 함수는 기하학적 양자화에 등장한다. 위상 공간이 켈러 다양체인 해밀턴 계를 양자화할 경우, 양자역학적 상태들은 어떤 해석적 다발의 해석적 단면들의 힐베르트 공간의 원소가 된다. 특히, 위상 공간이 극성화가 주어진 아벨 다양체인 경우, 상태들은 세타 함수가 된다.

## 같이 보기
- 세타 지표
- 타원함수